# فريد سليمان
فريد سليمان (بالأوكرانية: Фарид Сулейман)‏ هو لاعب كرة قدم أوكراني في مركز الهجوم، ولد في 3 يناير 1994 في أوكرانيا. شارك مع منتخب أوكرانيا تحت 17 سنة لكرة القدم. أما مع النوادي، فقد لعب مع FC Barsa Sumy ‏.

## وصلات خارجية
- فريد سليمان على موقع اتحاد أوكرانيا (الإنجليزية)
- فريد سليمان على موقع قاعدة بيانات كرة القدم.إي يو (الإنجليزية)
- فريد سليمان على موقع Soccerway.com (الإنجليزية)